# Leandro Carro
Leandro Carro Hernáez (Zarratón, La Rioja, 1890 - Dresde, República Democrática Alemana, 1967) fue un político español.
Leandro Carro perteneció al Partido Comunista de España , miembro de la Asamblea General del Partido desde 1930 a 1932 y diputado desde ese año hasta 1936. Formó parte del Gobierno Vasco en el Exilio entre 1945 y 1948 como Consejero de Obras Públicas.

## Biografía
Leandro Carro era el segundo de los trece hijos de un zapatero. No asistió a la escuela. Comenzó a trabajar a los siete años como recadero de una tienda y a los nueve era aprendiz en un taller de moldes de hierro. Emigró de joven a Vizcaya, donde trabajó como obrero metalúrgico. Se afilió a la Unión General de Trabajadores (UGT) sindicato en el que realizó una militancia activa que le llevó a liderar el Sindicato del Metal de Vizcaya.

## Político
Afiliado al PSOE y también a la Unión General de Trabajadores (UGT), de cuyo Sindicato Metalúrgico de Vizcaya fue presidente. Se escindió del PSOE en [1921], formando parte del Partido Comunista Obrero Español, que luego confluyó en el Partido Comunista de España (que tuvo en Vizcaya uno de sus bastiones), razón por la que fue expulsado de la dirección del Sindicato Metalúrgico.
En 1931 era miembro del Comité Central del Partido Comunista de España. Desde 1932 era secretario de acción sindical de la Federación Vasco Navarra del PCE y en 1935, con la creación del Partido Comunista de Euskadi, fue elegido miembro de su Comité Central.

## Parlamentario
Como miembro del PCE fue candidato en todas las convocatorias electorales que tuvieron lugar durante la década de los treinta: candidato a concejal del ayuntamiento de Bilbao en las elecciones municipales de 1931 (a las que el PCE se presentó en solitario, sin obtener representación), candidato por Vizcaya-capital en las constituyentes de 1931 (también en solitario, sin éxito), legislativas de 1933 (en solitario de nuevo, sin obtener representación) y legislativas de 1936 (dentro de las candidaturas del Frente Popular, resultando esta vez elegido). En las elecciones de 1936  fue elegido por la circunscripción de Bilbao con  69 170 votos de un total de 143 868 votantes, de 184 787 electores, resultando el cuarto candidato más votado tras Mariano Ruiz-Funes, Julián Zugazagoitia e Indalecio Prieto.
Sorprendido en Orense por el estallido de la Guerra Civil, Carro se esconde en los montes de Maceda y participa en acciones guerrilleras en contra de los franquistas. En 1937 o 1938 pasa a Portugal, en cuya parte septentrional permanece escondido hasta que terminada la Guerra logra pasar a América con el apoyo de la JARE. En Francia tras el fin de la Segunda Guerra Mundial, participa en la organización de la Operación Reconquista de España, la fallida invasión guerrillera del Valle de Arán.
Durante la guerra, los comunistas vascos bautizaron con su nombre el 29º Batallón del Eusko Gudarostea.
A propuesta de la dirección del EPK, fue el representante comunista en el segundo Gobierno de Euzkadi, constituido en el exilio 1946, presidido nuevamente por José Antonio Aguirre, como consejero de Obras Públicas (sucediendo al también comunista Juan Astigarrabía, que había dimitido en 1937). Sin embargo, en 1948 fue forzado a dimitir, en el contexto de la Guerra Fría, por la oposición socialista y el clima anticomunista internacional.
Pasó los últimos años de su vida en la República Democrática Alemana, concretamente en la ciudad de Dresde, donde murió en 1967.